# Модельний ряд автобусів «ЛАЗ»
Модельний ряд автомобілів «ЛАЗ» — список всіх серійних моделей та прототипів автомобілів ЛАЗ. 

## Серійні або малосерійні моделі
| Модель         | Фото | Рік випуску | Знятий з виробництва | Кількість випущених машин | Модифікації                                                                                |
| -------------- | ---- | ----------- | -------------------- | ------------------------- | ------------------------------------------------------------------------------------------ |
| ЛАЗ-695        |      | 1956        | 2002                 |                           | ЛАЗ-695, ЛАЗ-695Б, ЛАЗ-695Е, ЛАЗ-695Ж, ЛАЗ-695М, ЛАЗ-695Н, ЛАЗ-695НГ, ЛАЗ-695Д, ЛАЗ-695Д11 |
| ЛАЗ-697        |      | 1959        | 1985                 |                           | ЛАЗ-697 , ЛАЗ-697Е, ЛАЗ-697М, ЛАЗ-697Н, ЛАЗ-697Р                                           |
| ЛАЗ-698        |      | 1959        |                      |                           | ЛАЗ-698                                                                                    |
| ЛАЗ-699        |      | 1964        | 2002                 |                           | ЛАЗ-699                                                                                    |
| ЛАЗ-4202       |      | 1978        | 1993                 |                           |                                                                                            |
| ЛАЗ-4207       |      | 1990        |                      |                           |                                                                                            |
| ЛАЗ-5252       |      | 1992        | 2006                 |                           |                                                                                            |
| ЛАЗ-5207       |      | 1994        |                      |                           |                                                                                            |
| ЛАЗ-52528      |      | 2002        | 2004                 |                           |                                                                                            |
| NeoLAZ-12      |      | 2004        | випускається         |                           | NeoLAZ-12                                                                                  |
| AeroLAZ        |      | 2006        | випускається         |                           | AeroLAZ                                                                                    |
| LAZ Liner 9    |      | 2006        | випускається         |                           | LAZ Liner 9                                                                                |
| CityLAZ-10LE   |      | 2007        | випускається         |                           | CityLAZ-10LE                                                                               |
| LAZ A141 Liner |      | 2012        | випускається         |                           | LAZ A141 Liner                                                                             |

## Дивись також
- Модельний ряд автомобілів «ЛуАЗ» і «ЛуМЗ»
- Модельний ряд автомобілів «ЗАЗ»